# Šokam lėtai
Šokam lėtai è un singolo della cantante lituana Jessica Shy, pubblicato il 14 gennaio 2022 come primo estratto dal primo album in studio Apkabinti prisiminimus.

## Video musicale
Il video musicale, diretto da Erdvilas Petras Abukevičius, è stato reso disponibile in concomitanza con l'uscita del brano attraverso il canale YouTube dell'etichetta.

## Tracce
Testi di Džesika Šyvokaitė e Rokas Jančiauskas, musiche di Linas Strockis.
1. Dėl tavęs – 2:36

## Formazione
- Jessica Shy – voce
- Linas Strockis – produzione
- Karolis Labanauskas – mastering, missaggio

## Classifiche

### Classifiche settimanali
| Classifica (2022) | Posizione massima |
| ----------------- | ----------------- |
| Lituania          | 1                 |

### Classifiche di fine anno
| Classifica (2022) | Posizione |
| ----------------- | --------- |
| Lituania          | 8         |
| Classifica (2023) | Posizione |
| Lituania          | 5         |